# Skupina Světové banky
Skupina Světové banky se skládá ze Světové banky a dalších přičleněných organizací, které mají za cíl snížit světovou chudobu, a to prostřednictvím podpory udržitelného ekonomického růstu.

## Členské organizace
- Mezinárodní banka pro obnovu a rozvoj – IBRD (International Bank for Reconstruction and Development) – financuje dlouhodobé projekty
- Mezinárodní asociace pro rozvoj – IDA (International Development Association) – zaměřuje své projekty na nejchudší země
- Mezinárodní finanční korporace – IFC (International Finance Corporation) – zaměřuje své projekty na soukromé podnikatele
- Multilaterální agentura pro investiční záruky – MIGA (Multilateral Investment Guarantee Agency) – její úlohou je ochrana zahraničních investorů v rozvojových zemích před neobchodními riziky (války, nepokoje, měnová rizika, znárodnění či zabránění repatriace zisku)
- Mezinárodní centrum pro řešení investičních sporů – ICSID (International Centre for Settlement of Investment Disputes)

## Seznam prezidentů
- Eugene Meyer (červen 1946 – prosinec 1946)
- John J. McCloy (březen 1947 – červen 1949)
- Eugene R. Black (1949 – 1963)
- George D. Woods (leden 1963 – březen 1968)
- Robert McNamara (duben 1968 – červen 1981)
- Alden W. Clausen (červenec 1981 – červen 1986)
- Barber Conable (červenec 1986 – srpen 1991)
- Lewis T. Preston (září 1991 – květen 1995)
- James Wolfensohn (květen 1995 – červen 2005)
- Paul Wolfowitz (1. června 2005 – červen 2007)
- Robert Zoellick (1. července 2007 – 30. června 2012)
- Jim Yong Kim (od 1. července 2012)

## Seznam hlavních ekonomů
- Anne Krueger (1982 – 1986)
- Stanley Fischer (1988 – 1990)
- Lawrence Summers (1991 – 1993)
- Micha'el Bruno (1994 – 1996)
- Joseph Stiglitz (1997 – 2000)
- Nicholas Stern (2000 – 2003)
- François Bourguignon (2003 – 2007)
- Justin Yifu Lin (červen 2008 – červen 2012)
- Martin Ravallion (červen 2012 – říjen 2012)
- Kaushik Basu (říjen 2012)